# Elogius Kiburger
Elogius Kiburger, auch Eulogius Kiburger (* unbekannt; † 18. Juli 1506, anderes Datum 15. Juli 1506 in Bern), war ein Schweizer katholischer Geistlicher und Chronist.

## Leben

### Werdegang
Elogius Kiburger stammte vermutlich aus Worb und wurde erstmals 1439 erwähnt, als er sich im Dienst der Berner Patrizierfamilie von Bubenberg befand. Er stand unter dem Schutz des Heinrich IV. von Bubenberg und dessen Sohn Adrian I. von Bubenberg.
Seit 1446 war er Pfarrer von Einigen, bevor er von 1456 bis 1503 als Pfarrer in Worb tätig war; in dieser Zeit war er seit 1478 Kämmerer und Kaplan des Marienaltars in Münsingen sowie von 1488 bis zu seinem Tod Chorherr des Kollegiatstifts St. Vinzenz (siehe auch Berner Münster) in Bern. An allen diesen Orten übten die von Bubenberg das Patronatsrecht aus, das heisst sie bestimmten im Einvernehmen mit dem Bischof die neuen Priester an der jeweiligen Kirche. Elogius Kiburger besass mehrere Pfründe und konnte Stellvertreter delegieren für die Stellen, die er nicht selber erfüllte.

### Schriftstellerisches und geistliches Wirken
Im Sommer 1453 inspizierten Visitatoren, die der Bischof von Lausanne, Georg von Saluzzo, entsandt hatte, die Kirche in Einigen und hatten einiges auszusetzen. Sie erteilten Elogius Kiburger den Auftrag, ein Verzeichnis aller Einkünfte und Rechte seiner Kirche anzufertigen. Bei der Suche nach Unterlagen fand er vergessene Rodel und Bücher, aus denen er zahlreiche Angaben aufnahm. Mit diesen Angaben verfasste er zwischen 1464 und 1487 die Strättliger Chronik, die erste Ortsgeschichte des Kantons Bern, die unter anderem eine Entwicklung des Wallfahrtsorts Strättligen am Thunersee, sowie weiterer elf Kirchen darstellte. Er wollte mit der Chronik zur Erbauung des Glaubens beitragen, indem er zur Förderung der verfallenen Wallfahrtskirche Einigen aufrief. Die Strättliger Chronik befindet sich heute im Berner Staatsarchiv.
1439 verfasste er ein Regimen pestilentiale, einen Ratgeber für den Umgang mit der Pest, das auf die Berner Pestepidemie von 1439 Bezug nimmt; die Schrift verrät, dass der Autor über medizinische Kenntnisse verfügt haben muss. Die Abfassungszeit ergibt sich aus dem Abschnitt Von Vischen auf Seite 172, wo Elogius Kiburger schreibt, alle Fische in disem jar als man zalt vierzechenhundertdrissig und nün jar seien ungesund; das Werk wurde der Strättliger Chronik beigebunden.